# (6937) Valadon
(6937) Valadon ist ein Asteroid des Hauptgürtels. Er wurde am 29. September 1973 von dem niederländischen Astronomenehepaar Cornelis Johannes van Houten und Ingrid van Houten-Groeneveld entdeckt. Die Entdeckung geschah im Rahmen der 2. Trojaner-Durchmusterung, bei der von Tom Gehrels mit dem 120-cm-Oschin-Schmidt-Teleskop des Palomar-Observatoriums aufgenommene Feldplatten an der Universität Leiden durchmustert wurden, 13 Jahre nach Beginn des Palomar-Leiden-Surveys.
Der Asteroid wurde nach der französischen Malerin der Moderne Suzanne Valadon (1865–1938) benannt, die eine der bedeutendsten Malerinnen ihrer Zeit und über die Grenzen Frankreichs hinaus bekannt war.